# Eleccions municipals de 2007 a Valls
Les eleccions municipals de 2007 a Valls van ser unes eleccions locals que es van celebrar el diumenge 27 de maig de 2007 a Valls, a l'Alt Camp, com a part de les eleccions municipals espanyoles. Es van triar els 21 regidors de l'Ajuntament de Valls.

## Sistema electoral
Les eleccions als ajuntaments de l'Estat espanyol estan fixades per celebrar-se el quart diumenge de maig cada quatre anys. El sistema electoral fa servir la regla D'Hondt amb representació proporcional, llistes tancades i una barrera electoral del 5% dels vots vàlids, que inclou els vots en blanc. La votació per a l'assemblea local es basa en el sufragi universal.
En les eleccions municipals, la circumscripció electoral és el municipi i el nombre d'escons (o sigui, regidors) a triar del municipi es determina en funció del nombre d'habitants censats en aquest municipi. En el cas de Valls, en tenir 17.416 persones censades, l'hi correspon 21 regidors.

## Candidatures
L'1 de maig del mateix any, la Junta Electoral de Zona de Valls va proclamar set candidatures del municipi de Valls en el Butlletí Oficial de la Província de Tarragona.
| Partit polític | Partit polític                                             | Cap de llista                 | Llista de candidats |
| -------------- | ---------------------------------------------------------- | ----------------------------- | --- |
|                | Convergència i Unió (CiU)                                  | Dolors Batalla i Nogués (CDC) | Llista 1. Na Dolors Batalla i Nogués (CDC) 2. Na Carme Mansilla i Cabre (CDC) 3. N'Albert Batet i Canadell (CDC) 4. En Marti Barberà i Montserrat (UDC) 5. N'Albert Bigorra i Sugrañes (Ind.) 6. Na Judit Fàbregas i Gaya (Ind.) 7. N'Eduard Gonzalez i Ribas (CDC) 8. Na Rocio Martinez i Cañete (Ind.) 9. En Roman Galimany i Solé (Ind.) 10. En Raül Tondo i Bravo (CDC) 11. N'Antoni Alvarez i Garcia (Ind.) 12. Na Mª Dolors Farre i Cuadras (CDC) 13. En Daniel Sagalà i Trilla (CDC) 14. Na Griselda Freixes i Canas (CDC) 15. N'Alfons Alejandre i Garcia (UDC) 16. Na Mª Rosa Llurba i Caparó (CDC) 17. Na Mª Carme Ferrando i Marco (CDC) 18. En Francesc Casañas i Domingo (CDC) 19. En Josep Mª Estil·Les i Clofent (CDC) 20. Na Rosa Mª Solanes i Aguilar (CDC) 21. En Josep Mª Manresa i Ferrater (CDC) Suplents: En Jordi Garcia i Ventura (CDC), N'Albert Ollé i Miró (Ind.), Na Maria Balmaña i Miró (CDC), Na Mercè Plana i Boladeras (CDC) |
|                | PSC-Progrés Municipal (PSC-PM)                             | Núria Segú i Ferré            | Llista 1. Na Nuria Segú Ferré 2. En Jordi Armengol Bertran 3. En Joan Canela Coll 4. Na Rosa Maria Ibarra Olle 5. En Josep Ramon Moreno Martos 6. En Jaime Luís Pros Fernández 7. En Josep Maria Roset Rubió 8. Na Sara Pagà Valero 9. En Miguel Angel Aguilar Hisado 10. Na Maria Del Carme Migo Pasalaigua 11. Na Raquel Romero Escovedo 12. En Josep Sánchez González 13. N'Ascension Lopez Fernandez 14. En Josep Godoy Vegas 15. En Gonzalo Leal De Leon 16. Na Noelia Roldán Jodar 17. En Joan Abad Sole 18. En Virgilio Soto De La Cruz 19. N'Angel Baz Vergara 20. Na Laia Bonet Rull 21. En Francisco Moreno Espinosa Suplents: Na Maria Joana Caballe Invernon, Na Maria Angela Rull Segu, Na Maria Del Valle De Los Angeles Carmona Ruiz, En Pablo Espin Augade, N'Emilio Pagà Exposito |
|                | Esquerra Republicana de Catalunya-Acord Municipal (ERC-AM) | Josep Maria Pallas i Guasch   | Llista 1. En Josep Maria Pallas i Guasch 2. En Jordi De Bofarull i Bertran 3. Na Nuria Cisa i Mercade 4. N'Anselm Crusells i Domingo (Ind.) 5. Na Nuria Gavarró i Rodriguez (JERC) 6. En Josep Maria Olle i Masip (Ind.) 7. Na Judit Ciurana i Prast (JERC) 8. En Joan Plana i Sola 9. Na Maria Candela Palau i Queralt (Ind.) 10. En Jordi Cartanya i Benet 11. N'Andreu Garcia i Jané 12. Na Gloria Tibau i Guasch (Ind.) 13. N'Heura Muste i Segura 14. En Manuel Odina i Roig 15. En Joan Canela i Gracia (JERC) 16. Na Mercè Modol i Tondo (Ind.) 17. Na Nuria Andreu i Boque (Ind.) 18. En Josep Maria Climent i Ferré 19. Na Maria Magdalena Jove i Guasch (Ind.) 20. En Jordi Ferre i Blasco (Ind.) 21. En Joaquim Torres i Martí Suplents: Na Lidia Garzon i Escarre, N'Andreu Fernández i Mateu, En Jordi Castells i Guasch |
|                | Candidatura d'Unitat Popular (C.U.P.)                      | Gerard Nogues Balcells        | Llista 1. En Gerard Nogues Balcells 2. N'Aida Garcia Secall 3. N'Ester Huguet Roselló 4. En Jordi Escoda Cusidó 5. En Tais Bastida Aubareda 6. Na Laia Benaiges Monne 7. N'Ivette Garcia Secall 8. En Jordi Sans Bonet 9. Na Miriam Cullere Pie 10. En Carles Cubos Serra 11. En Marc Gasull Escoda 12. En Carles Heredia Crusells 13. Na Zaida Serrano Agustench 14. En Joan Francesc Leiva Cabus 15. Na Paloma Vicente Vives 16. En Marc Guasch Ferrando 17. En Roger Serrano Agustench 18. Na Marta Lafuerza Garcia 19. En Lluis Frago Clols 20. N'Elisenda Compte Pamies 21. En Josep Maria Batalla Perez De Tudela Suplents: Na Maria Cartanya Clols, N'Anna Fajardo Farre, En Joan Maria Guinovart Llagostera, Na Teresa Guasch Ventura, En Jordi Gine Badia |
|                | Partit Popular (PP)                                        | Francesc Caballero Ristol     | Llista 1. En Francesc Caballero Ristol 2. N'Alberto Tejero Andres 3. Na M. Josefa Poyato Oquillas 4. En Salvador Lluis Marias Gaspa 5. N'Encarnació Mestres Velazquez 6. N'Antonio Gamez Martinez 7. En Francisco Jose Pasamon Garcia 8. Na M. Assumpció Valls Duch 9. En Pere Prat Jorda 10. Na M. Eugenia Caballero Ristol (Ind.) 11. En Rafael Perea Membrillera 12. Na Maria Teresa Calvet Sans 13. Na Maria Dolors Llusa Garriga 14. N'Antonio Sorroche Mañas 15. N'Isidre Ferre Sarra 16. Na Maria Teresa Gaspa Rovira 17. En Victor Cando Losada 18. Na Maria Del Pilar Reyes Izquierdo 19. Na Luisa Guirado Lopez (Ind.) 20. En Francesc Ferre Isern 21. En Francesc De Padua Paris Ferre Suplents: En Francisco Caballero Torres, N'Eugenia Ristol Tuya |
|                | ICV-EUiA-Entesa pel Progrés Municipal (ICVEUiA-EPM)        | Joaquim Subirats Vidal        | Llista 1. En Joaquim Subirats Vidal 2. Na Rosamaria Fernández Zapata 3. N'Oscar Lagueruela Martin 4. En Jose Guzman Cañamero 5. Na Rocio Jareño Morote 6. Na Isabel Araujo Laup 7. En Xavier Tanco Serra 8. N'Elisabet Garcia Perez 9. N'Eduard Lozano Carceller 10. Na Silvia Hernández García 11. En Miguel Moran Arias 12. Na Cecilia Pérez Martínez 13. Na Verónica Rubio Lorente 14. En Luis Pérez Barea 15. En Juan López Ortigosa 16. Na Josefa Oliver Martínez 17. Juan José Soto Martínez 18. En Dionisio Lozano Rubio 19. N'Isabel Sánchez Vela 20. En Jose Cabrera Del Vas 21. En Fernando Bujalance López Suplents: Na Yolanda Morales Gonzalez, En Jose Lozano Escobar, En Diego Padilla Rodríguez |
|                | Plataforma per Catalunya (PxC)                             | Antoni Molero Llobet          | Llista 1. N'Antoni Molero Llobet 2. En Jose Mª Martinez Montesinos 3. Na Susana Rubió Martin 4. N'Ana Elisa Domenech Trasancos 5. En Francisco Avila Romero 6. En Juan Blesa Gaya 7. En Jose Luis Peña Cameros 8. N'Abel Caballereo Roset 9. Na Mayra Nicoas Salmeron 10. Na Mercè Roca Medina 11. En Juan Manuel Villegas Romero 12. N'Algonso Gutierrez Vigara 13. En Julio Sabate Martinez 14. Na Catalina Soler Badell 15. Na Maria Fernandez Sal 16. Na Josefa Gallego Diaz 17. Na Maria Francisca Martinez Salvador 18. En Francisco Muñoz Sanchez 19. Na Maria Zaragoza Osuna 20. Na Natalia Batalla Calbet 21. Na Maria De La Concepción Medina Portoles Suplents: En Pedro Ribalta Pina, En Jose Juan Martínez Perez, Na Rosa Maria Lechado Salazar |

## Jornada electoral

### Constitució de les meses
En aquell moment, Valls tenia una població de 23.315 habitants, dels quals 17.416 persones van ser cridades a votar en alguna de les 30 meses que es van constituir al municipi.

### Participació
La participació en aquestes eleccions va ser de 58,9%, el qual cosa implica que un total de 10.263 ciutadans del municipi van decidir exercir el seu dret a vot. Comparant aquesta participació amb la mitjana catalana, Valls va registrar una xifra més alta, situant-se en 5,1 punts percentuals per sobre.
A continuació, es presenta una taula amb els percentatges de participació registrats a diferents hores del dia de les eleccions:
| Hores              | Valls          |
| ------------------ | -------------- |
| Participació (14h) | 32,7% ( -5,2%) |
| Participació (18h) | 43,8% ( -7,9%) |
| Participació (20h) | 58,9% ( -6,0%) |